# اقرار (یمن)
 اقرار  (در عربی:  الأقرار  )
نام روستایی است در دهستان بَنُو قیَس از توابع استان حَجّه در کشور یمن در شبه جزیره عربستان.

## جمعیت
جمعیت آن ( 70 ) نفر ( 8 خانوار) می‌باشد.